# Ян Боржил
Ян Боржил (чеськ. Jan Bořil, нар. 11 січня 1991, Нимбурк) — чеський футболіст, захисник клубу «Славія» та національної збірної Чехії.

## Клубна кар'єра
Вихованець футбольного клубу «Млада Болеслав», в першій команді якої не закріпився, зігравши у дебютному сезоні 2009/10 лише 11 матчів, після чого був відданий в клуб другого дивізіону «Вікторія Жижков». У сезоні 2010/11 став основним гравцем клубу і забив 2 голи у 28 матчах, допомігши клубу повернутись в Першу лігу. Там гравець провів першу половину наступного сезону.
На початку 2012 року повернувся до «Млади Болеслав» і з сезону 2012/13 став основним гравцем клубу. Цього разу провів у складі команди чотири сезони.
У грудні 2015 року перейшов у «Славію», підписавши контракт до літа 2019 року. У сезоні 2016/17 виграв з командою чемпіонат Чехії, а у наступному сезоні 2017/18 виграв національний Кубок. Станом на 25 серпня 2019 року відіграв за празьку команду 95 матчів у національному чемпіонаті.

## Виступи за збірні
2007 року дебютував у складі юнацької збірної Чехії, взяв участь у 30 іграх на юнацькому рівні, відзначившись 4 забитими голами.
1 вересня 2017 року дебютував в офіційних матчах у складі національної збірної Чехії в грі відбору на чемпіонат світу 2018 року проти Німеччини. Загалом зіграв в трьох іграх кваліфікації, але збірна не пройшла на турнір.
| Дата       | Місто            | Господарі         | Результат | Гості     | Турнір                               | Голи | Примітки |
| ---------- | ---------------- | ----------------- | --------- | --------- | ------------------------------------ | ---- | -------- |
| 01-09-2017 | Прага            | Чехія             | 1 – 2     | Німеччина | Відбір до ЧС 2018                    | -    |          |
| 04-09-2017 | Белфаст          | Північна Ірландія | 2 – 0     | Чехія     | Відбір до ЧС 2018                    | -    |          |
| 05-10-2017 | Баку             | Азербайджан       | 1 – 2     | Чехія     | Відбір до ЧС 2018                    | -    |          |
| 11-11-2017 | Доха             | Катар             | 0 – 1     | Чехія     | товариський матч                     | -    |          |
| 23-03-2018 | Наньнін          | Уругвай           | 2 – 0     | Чехія     | товариський матч                     | -    | 38'      |
| 01-06-2018 | Санкт-Пельтен    | Австралія         | 4 – 0     | Чехія     | товариський матч                     | -    |          |
| 06-06-2018 | Швехат           | Нігерія           | 0 – 1     | Чехія     | товариський матч                     | -    | 79'      |
| 06-09-2018 | Угерске Градіште | Чехія             | 1 – 2     | Україна   | Ліга націй УЄФА 2018-2019 - 1-й етап | -    |          |
| 10-09-2018 | Ростов-на-Дону   | Росія             | 5 – 1     | Чехія     | товариський матч                     | -    | 29'      |
| 10-09-2019 | Подгориця        | Чорногорія        | 0 – 3     | Чехія     | Відбір до ЧЄ 2020                    | -    |          |
| Усього     |                  | Матчів            | 10        |           | Голів                                | 0    |          |

## Титули і досягнення
- Чемпіон Чехії (5):

«Славія»: 2016-17, 2018-19, 2019-20, 2020-21, 2024-25
- Володар Кубка Чехії (4):

«Славія»: 2017-18, 2018-19, 2020-21, 2022-23